# Poul Zølck
Poul Zølck (født 28. oktober 1901 i Vordingborg, død 27. marts 1975 i København) var en dansk fodboldlandsholdsspiller.
Han var søn af bagermester Wilhelm Carl Gustav Zølck, født den 2. april 1867 i Schwerin, og hustru Cecilie, født Knutsdatter den 12. april 1860 i Landskrona.
Zølck var bager. Han blev udlært hos sin fader, fik sit svendebrev i 1919 og blev bagermester den 1. februar 1925. Han drev i mere end 30 år sammen med sin fader bageriet W. Zølck & Søn i Istedgade 120.
Han blev i 1913 meldt ind i B.93 og nåede i årene 1923-1936 at spille 168 kampe som fløjhalfback (midtbanespiller) på klubbens førstehold, der i 1930'erne blev kaldt "Champagneholdet". Han var i sin fodboldkarriere med til at vinde fem danmarksmesterskaber til klubben (1927, 1929, 1930, 1934 og 1935).
Han debuterede på Danmarks fodboldlandshold i en venskabskamp mod Norge 1927 på Ullevaal Stadion i Oslo, hvor Danmark vandt 1-0. Det blev til i alt 11 landskampe. Sin sidste landskamp spillede han i 1931 i en venskabskamp mod Tyskland på Hindenburg Stadion i Tyskland, hvor Danmark tabte 4-2.
| År   | Modstander | Resultat | Tilskuere | Spillested                     |
| ---- | ---------- | -------- | --------- | ------------------------------ |
| 1927 | Norge      | 1-0      | 18.000    | Ullevaal Stadion, Oslo         |
| 1928 | Tyskland   | 1-2      | 50.000    | Zabo, Nürnberg                 |
| 1928 | Sverige    | 3-1      | 28.000    | Idrætsparken, København        |
| 1929 | Finland    | 8-0      | 20.000    | Idrætsparken, København        |
| 1930 | Finland    | 6-1      | 6.000     | Pallokenttä, Helsinki          |
| 1930 | Sverige    | 6-1      | 30.000    | Idrætsparken, København        |
| 1930 | Tyskland   | 6-3      | 20.000    | Idrætsparken, København        |
| 1930 | Norge      | 0-1      | 27.000    | Ullevål Stadion, Oslo          |
| 1931 | Holland    | 0-2      | 20.000    | Idrætsparken, København        |
| 1931 | Sverige    | 1-3      | 20.000    | Stockholms Stadion, Stockholm  |
| 1931 | Tyskland   | 2-4      | 30.000    | Hindenburg Kampfbahn, Hannover |

Han havde en rolle som "dansk landsholdsspiller" i Per-Axel Branners svenske spillefilm Hans livs match (1932).
Efter karrieren blev han i tre perioder, 1955-1956, 1960 og 1962, træner for B.93s 1. hold, men var også i flere år ungdomstræner i klubben.
Han var ugift og boede det meste af sit liv i det indre København sammen med sine forældre og en ældre søster. Han var kendt under tilnavnene "Bager" og "Kongen af Hviids Vinstue". 
Han døde 73 år gammel på Bispebjerg Hospital og havde ved sin død bopæl i Brønshøj i København. 